# Gran incendio de Roma

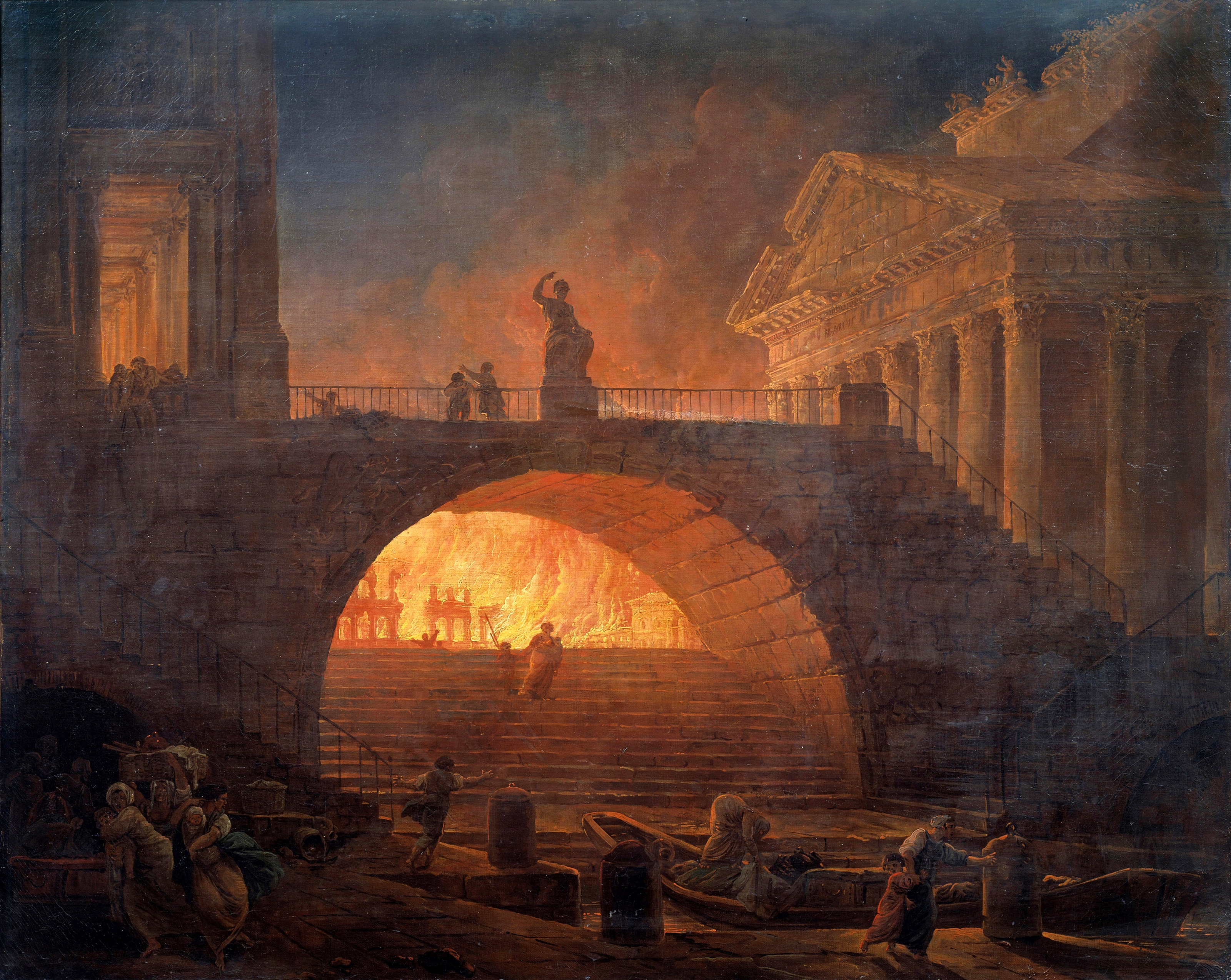
El gran incendio de Roma.

El gran incendio de Roma arrasó gran parte de dicha ciudad durante el verano del año 64, cuando Nerón reinaba como emperador. Su auténtico significado y alcance son motivo de disputa puesto que las fuentes primarias, principalmente el historiador Tácito, que tratan sobre el incendio son pocas y se contradicen en ciertos aspectos.
No obstante, parece claro que el incendio se inició en la noche del 18 al 19 de julio del año 64, o en la noche del 19 de julio, y que la ciudad ardió por espacio de al menos cinco días. La destrucción que causaron las llamas fue importante: según Tácito, cuatro de los catorce distritos de Roma fueron arrasados, y otros siete quedaron dañados. Algunos monumentos de la ciudad, como el templo de Júpiter y el hogar de las vírgenes vestales, fueron pasto de las llamas.
Quizá lo más relevante del gran incendio fueran sus consecuencias. Por un lado, la historiografía cristiana señala este hecho como la raíz de la primera persecución a los cristianos puesto que, tras el incendio, Nerón los culpó de haber provocado el fuego, y muchos cristianos fueron ajusticiados por ello. Por otro lado, en el espacio liberado por las llamas Nerón hizo construir uno de los símbolos de su megalomanía, a saber, la Domus Aurea, un palacio de proporciones desmedidas y de gran lujo que ocupó buena parte del centro de la ciudad.

### Fuentes históricas

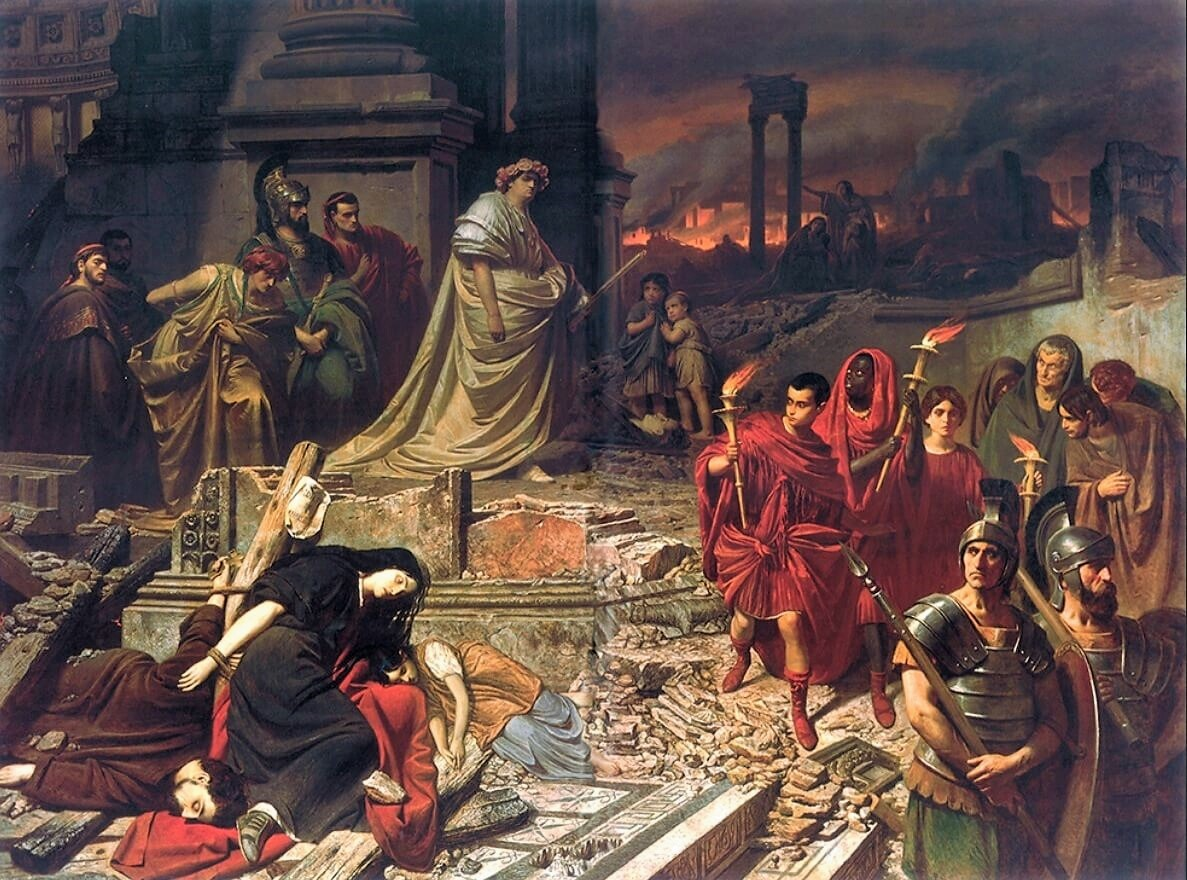
Nerón contemplando el incendio de Roma, en una obra de Karl von Piloty (1861).

## El Gran incendio en la cultura popular

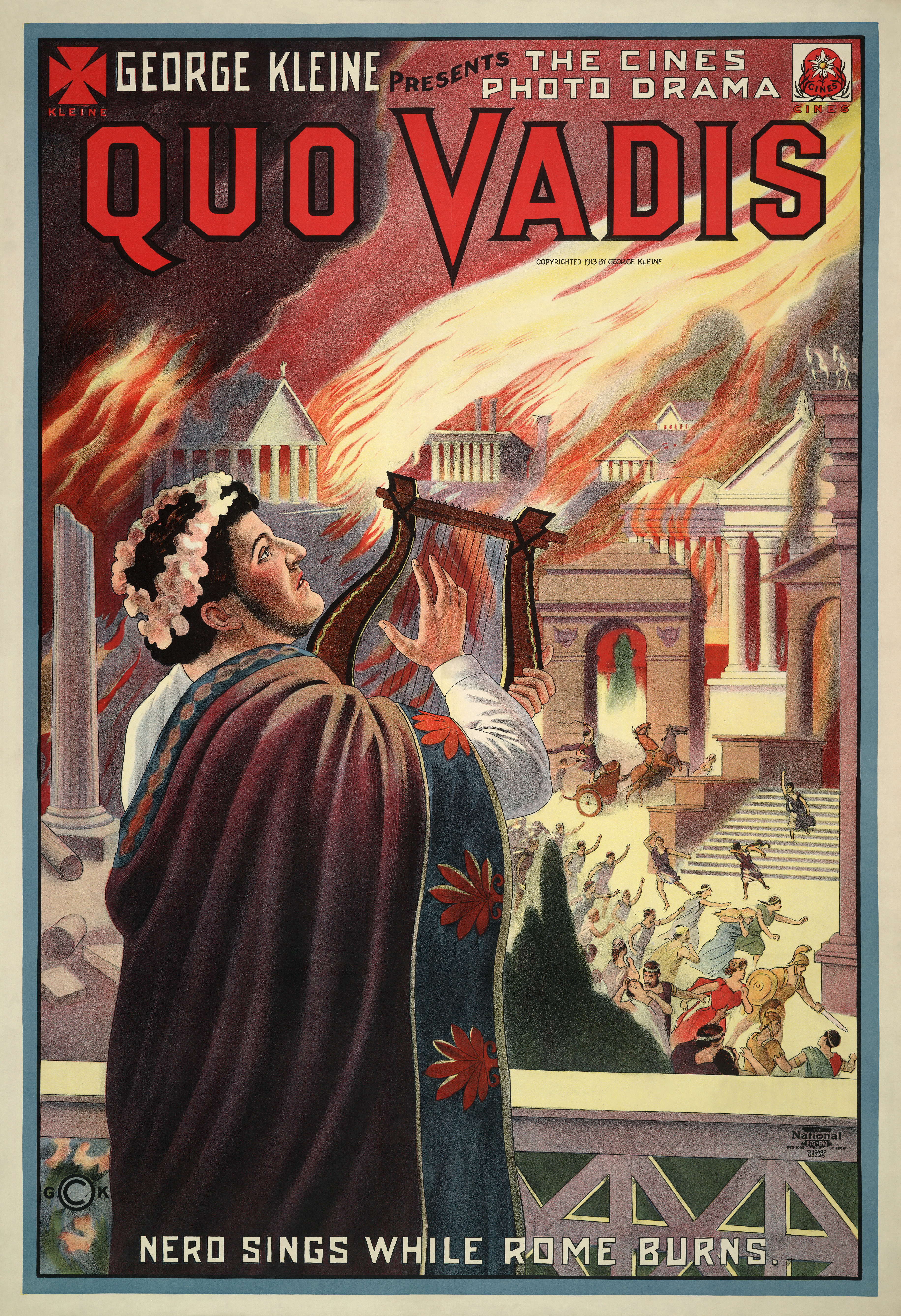
Póster de la película Quo Vadis?, donde se aprecia a Nerón contemplando en incendio despreocupadamente.

## Nerón y el Gran incendio